# Seleucus (geslacht)
Seleucus is een geslacht van insecten uit de orde vliesvleugeligen (Hymenoptera) en de familie Ichneumonidae.

## Soorten
- S. cuneiformis Holmgren, 1860
- S. exareolatus Strobl, 1904